# Эро де Сешель, Мари-Жан
Мари-Жан Эро де Сешель (фр. Marie-Jean Herault de Sechelles; 20 сентября 1759, Париж — 5 апреля 1794, Париж) — французский адвокат, политический и государственный деятель эпохи Великой французской революции. Правнук Жана Моро де Сешеля.

## Биография
Родился в Париже в известной аристократической семье. Его дед, Рене Эро (фр.), служил лейтенант-генералом полиции Парижа с 1725 по 1739 год. Его прадедом был Жан Моро де Сешель, генеральный контролёр финансов Франции с 1754 по 1756 годы, в честь которого названы Сейшельские острова.

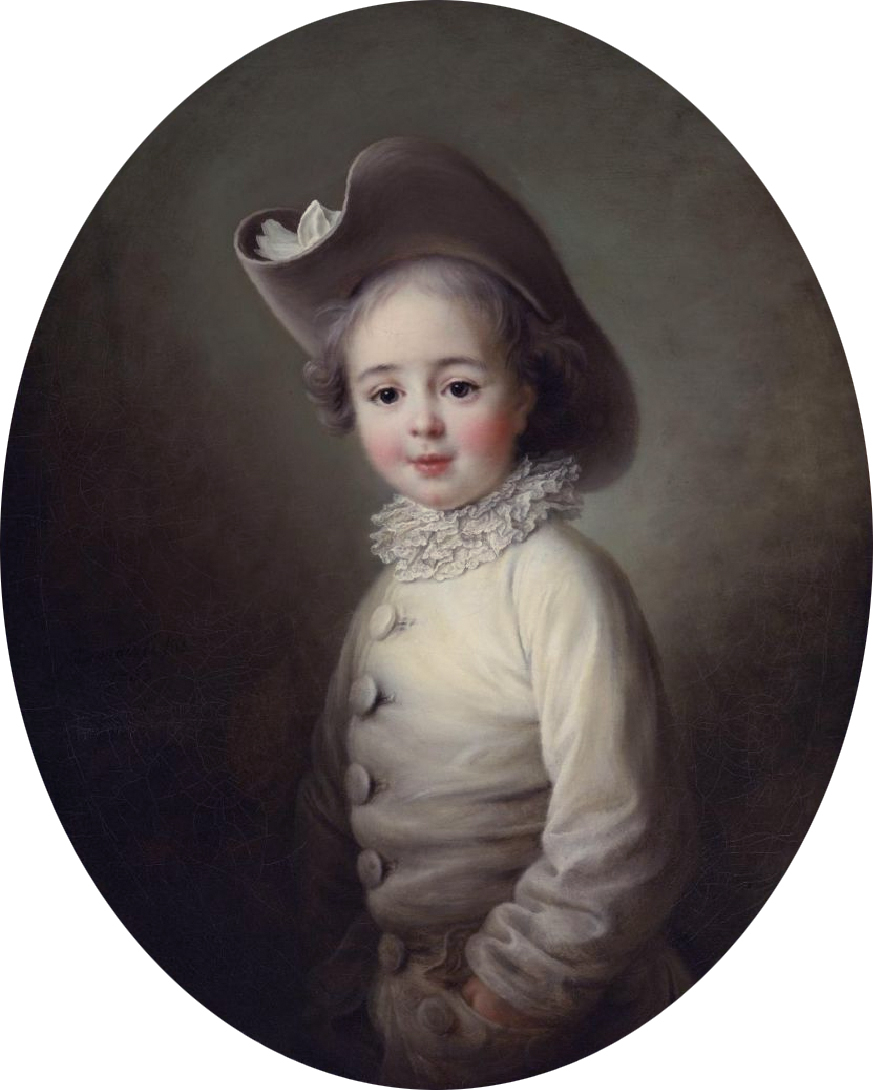
Мари-Жан в детстве

Был масоном ложи Les Neuf Sœurs с самого её основания в 1776 году.
Перед революцией был прокурором парижского парламента. 14 июля 1789 года принимал участие во взятии Бастилии. Член Законодательного собрания в 1791—1792 годах и Национального конвента в 1792—1794 годах (от департамента Сена и Уаза). Образованный юрист, владевший писательским и ораторским искусством, Эро де Сешель участвовал в создании многих важных документов, среди них декларации от 11 июля 1792 года, объявлявшей «Отечество в опасности!».
С 30 мая 1793 года, в Эпоху террора был членом Комитета общественного спасения, где занимался внешней политикой. Эро де Сешель председательствовал в Конвенте во время народного восстания 31 мая — 2 июня 1793 года, которое свергло правительство жирондистов. Участвовал в разработке демократической конституции 1793 года и представлял её проект в Конвенте. 
Обвинённый в измене, Мари-Жан Эро де Сешель был арестован 17 марта 1794 года, судим по процессу дантонистов и казнён вместе с ними (гильотинирован).

## В культуре
Эро де Сешель стал персонажем романа Хилари Мэнтел «Сердце бури» (1992) и фильма Анджея Вайды «Дантон» (1983).